# 통킹 의숙 광장

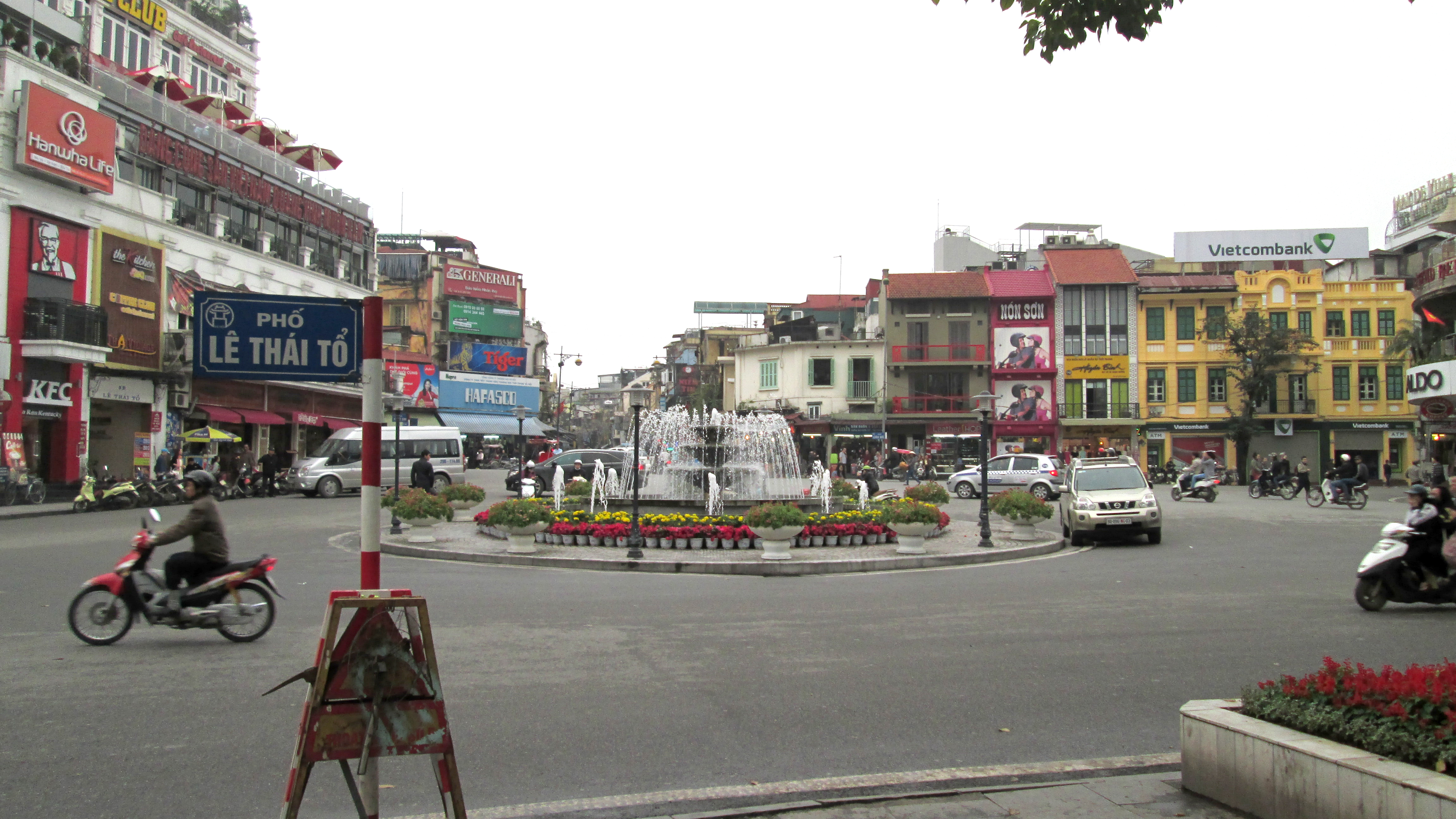
통킹 의숙 광장

통킹 의숙 광장(베트남어: Quảng trường Đông Kinh Nghĩa Thục 꽝쯔엉 동낀 응이아 툭[*]) 또는 동낀 응이아 툭 광장은 베트남 하노이 호안끼엠군 북동부 레타이또구에 위치한 광장이다. 광장 이름은 1907년 3월에 베트남의 근대 개혁, 독립운동의 일환으로 판쩌우찐의 주도로 설립되었던 근대식 학교인 통킹 의숙에서 유래되었다.

## 역사
이 곳이 개발되기 이전에는 호안끼엠호를 따라 코코야자가 자라던 황무지였기 때문에 주변 사람들은 종종 코코야자 정원이라고 부르기도 한다. 베트남이 프랑스의 식민 지배를 받던 시기에는 네그리에 광장(Place Négrier)이라고 불렀는데 베트남 독립운동 지도자들이 반복적으로 처형된 곳이기도 했다. 1945년에 베트남이 프랑스로부터 독립하면서 쩐반라이 하노이 시장에 의해 통킹 의숙 광장으로 이름이 바뀌었다. 때때로 이 광장은 하노이 시민들에 의해 호숫가 분수라고도 불린다.
소식통에 따르면 통킹 의숙 광장 중앙에 현재의 분수가 설치되기 이전에 시계탑이 건립되어 있었다고 한다. 2010년 5월에는 베트남의 역사가인 딘쑤언럼(Đinh Xuân Lâm)이 하노이 1000주년을 맞아 하노이 시청 지도부 인사들에게 광장 중앙에 통킹 의숙 혁명 운동의 지도자인 르엉반깐(Lương Văn Can) 기념물을 건립할 것을 제안했다.

## 관광
현재 통킹 의숙 광장은 도시의 주요 문화 및 예술 행사가 정기적으로 열리는 곳인 호안끼엠호 산책로의 일부가 되어 많은 하노이 주민과 관광객을 끌어모으고 있다. 통킹 의숙 광장은 종종 새해 전야 불꽃 놀이를 보기 위해 모이는 장소이며 하노이와 베트남의 중요한 축제 기간 동안 많은 젊은이들을 끌어들이는 장소이기도 하다. 이 광장은 하노이 시민들의 삶과 문화 활동을 위한 열린 공간인 "살아있는 유산"의 일부로도 지정되었다.